# Tour de Ski 2008/2009
Tour de Ski 2008/2009 hölls mellan 27 december 2008 och 4 januari 2009, och var den tredje upplagan av touren. Tour de Ski ingick i världscupen. Vinnare blev Virpi Kuitunen från Finland på damsidan samt Dario Cologna från Schweiz på herrsidan. 
Tor Arne Hetland från Norge och Petra Majdič från Slovenien vann sprintcupen.

## Damer

### Prolog -27 december;2,5 km fristil, individuell start;Oberhof,Tyskland
| Nr | Namn                | Land      | Tid    | VC-poäng |
| -- | ------------------- | --------- | ------ | -------- |
| 1  | Claudia Nystad      | Tyskland  | 6:17,2 | 50 p     |
| 2  | Arianna Follis      | Italien   | +1,1   | 46 p     |
| 3  | Petra Majdič        | Slovenien | +2,3   | 43 p     |
| 3  | Justyna Kowalczyk   | Polen     | +2,3   | 43 p     |
| 5  | Marit Bjørgen       | Norge     | +7,6   | 37 p     |
| 6  | Pirjo Muranen       | Finland   | +8,1   | 34 p     |
| 7  | Virpi Kuitunen      | Finland   | +9,3   | 32 p     |
| 8  | Aino-Kaisa Saarinen | Finland   | +9,6   | 30 p     |
| 9  | Stefanie Böhler     | Tyskland  | +13,2  | 28 p     |
| 10 | Astrid Jacobsen     | Norge     | +13,5  | *        |

| Nr | Namn              | Land      | Tid    |
| -- | ----------------- | --------- | ------ |
| 1  | Claudia Nystad    | Tyskland  | 6:02,2 |
| 2  | Arianna Follis    | Italien   | +6,1   |
| 3  | Petra Majdič      | Slovenien | +12,3  |
| 3  | Justyna Kowalczyk | Polen     | +12,3  |
| 5  | Marit Bjørgen     | Norge     | +22,6  |

| Nr | Namn                           | Land              | Poäng |
| -- | ------------------------------ | ----------------- | ----- |
| 1  | Claudia Nystad                 | Tyskland          | 15    |
| 2  | Arianna Follis                 | Italien           | 10    |
| 3  | Petra Majdič Justyna Kowalczyk | Slovenien · Polen | 5     |

### Etapp 2 -28 december;10 km klassisk stil, jaktstart;Oberhof,Tyskland
| Nr | Namn                    | Land      | Tid     | VC-poäng |
| -- | ----------------------- | --------- | ------- | -------- |
| 1  | Virpi Kuitunen          | Finland   | 24:20,7 | 50 p     |
| 2  | Marit Bjørgen           | Norge     | +1,9    | 46 p     |
| 3  | Justyna Kowalczyk       | Polen     | +6,2    | 43 p     |
| 4  | Arianna Follis          | Italien   | +8,9    | 40 p     |
| 5  | Aino-Kaisa Saarinen     | Finland   | +10,4   | 37 p     |
| 6  | Petra Majdič            | Slovenien | +29,4   | 34 p     |
| 7  | Pirjo Muranen           | Finland   | +40,6   | 32 p     |
| 8  | Marianna Longa          | Italien   | +42,4   | 30 p     |
| 9  | Riitta-Liisa Roponen    | Finland   | +43,1   | 28 p     |
| 10 | Evi Sachenbacher-Stehle | Tyskland  | +44,4   | *        |

| Nr | Namn                | Land    | Tid     |
| -- | ------------------- | ------- | ------- |
| 1  | Virpi Kuitunen      | Finland | 30:23,2 |
| 2  | Marit Bjørgen       | Norge   | +1,9    |
| 3  | Justyna Kowalczyk   | Polen   | +6,2    |
| 4  | Arianna Follis      | Italien | +8,9    |
| 5  | Aino-Kaisa Saarinen | Finland | +10,4   |

| Nr | Namn                           | Land              | Poäng |
| -- | ------------------------------ | ----------------- | ----- |
| 1  | Claudia Nystad                 | Tyskland          | 15    |
| 2  | Arianna Follis                 | Italien           | 10    |
| 3  | Petra Majdič Justyna Kowalczyk | Slovenien · Polen | 5     |

### Etapp 3 -29 december;1 km fristil, sprint;Prag,Tjeckien
| Nr | Namn                    | Land      | Bonustid | VC-poäng |
| -- | ----------------------- | --------- | -------- | -------- |
| 1  | Arianna Follis          | Italien   | 60 s     | 50 p     |
| 2  | Aino-Kaisa Saarinen     | Finland   | 56 s     | 46 p     |
| 3  | Petra Majdič            | Slovenien | 52 s     | 43 p     |
| 4  | Pirjo Muranen           | Finland   | 49 s     | 40 p     |
| 5  | Marthe Kristoffersen    | Norge     | 44 s     | *        |
| 6  | Claudia Nystad          | Tyskland  | 42 s     | 34 p     |
| 7  | Marit Bjørgen           | Norge     | 40 s     | 32 p     |
| 8  | Riitta-Liisa Roponen    | Finland   | 36 s     | 30 p     |
| 9  | Vesna Fabjan            | Slovenien | 34 s     | 28 p     |
| 10 | Evi Sachenbacher-Stehle | Tyskland  | 32 s     | *        |

| Nr | Namn                | Land      | Tid     |
| -- | ------------------- | --------- | ------- |
| 1  | Arianna Follis      | Italien   | 32:23,9 |
| 2  | Aino-Kaisa Saarinen | Finland   | +8,0    |
| 3  | Marit Bjørgen       | Norge     | +13,1   |
| 4  | Justyna Kowalczyk   | Polen     | +32,2   |
| 5  | Petra Majdič        | Slovenien | +34,5   |

| Nr | Namn           | Land      | Poäng |
| -- | -------------- | --------- | ----- |
| 1  | Arianna Follis | Italien   | 70    |
| 2  | Claudia Nystad | Tyskland  | 57    |
| 2  | Petra Majdič   | Slovenien | 57    |

### Etapp 4 -31 december;10 km klassisk stil, individuell start;Nove Mesto,Tjeckien
| Nr | Namn                   | Land      | Tid     | VC-poäng |
| -- | ---------------------- | --------- | ------- | -------- |
| 1  | Virpi Kuitunen         | Finland   | 24:45,4 | 50 p     |
| 2  | Aino-Kaisa Saarinen    | Finland   | +37,6   | 46 p     |
| 3  | Marit Bjørgen          | Norge     | +49,9   | 43 p     |
| 4  | Justyna Kowalczyk      | Polen     | +55,1   | 40 p     |
| 5  | Petra Majdič           | Slovenien | +59,5   | 37 p     |
| 6  | Marianna Longa         | Italien   | +1:15,0 | 34 p     |
| 7  | Therese Johaug         | Norge     | +1:22,4 | 32 p     |
| 8  | Kristin Størmer Steira | Norge     | +1:25,9 | 30 p     |
| 9  | Valentyna Sjevtjenko   | Ukraina   | +1:29,5 | 28 p     |
| 10 | Kateřina Smutná        | Österrike | +1:31,6 | 26 p     |

| Nr | Namn                | Land      | Tid     |
| -- | ------------------- | --------- | ------- |
| 1  | Virpi Kuitunen      | Finland   | 57:49,3 |
| 2  | Aino-Kaisa Saarinen | Finland   | +5,6    |
| 3  | Marit Bjørgen       | Norge     | +23,0   |
| 4  | Justyna Kowalczyk   | Polen     | +47,3   |
| 5  | Petra Majdič        | Slovenien | +54,0   |

| Nr | Namn           | Land      | Poäng |
| -- | -------------- | --------- | ----- |
| 1  | Arianna Follis | Italien   | 70    |
| 2  | Claudia Nystad | Tyskland  | 57    |
| 2  | Petra Majdič   | Slovenien | 57    |

### Etapp 5 -1 januari;1 km fristil, sprint;Nove Mesto,Tjeckien
| Nr | Namn                | Land      | Bonustid | VC-poäng |
| -- | ------------------- | --------- | -------- | -------- |
| 1  | Arianna Follis      | Italien   | 60 s     | 50 p     |
| 2  | Petra Majdič        | Slovenien | 50 s     | 46 p     |
| 3  | Aino-Kaisa Saarinen | Finland   | 52 s     | 43 p     |
| 4  | Magda Genuin        | Italien   | 49 s     | 40 p     |
| 5  | Alena Procházková   | Slovakien | 44 s     | 37 p     |
| 6  | Marianna Longa      | Italien   | 42 s     | 34 p     |
| 7  | Anna Haag           | Sverige   | 40 s     | 32 p     |
| 8  | Virpi Kuitunen      | Finland   | 38 s     | 30 p     |
| 9  | Vesna Fabjan        | Slovenien | 36 s     | 28 p     |
| 10 | Marit Bjørgen       | Norge     | 34 s     | 26 p     |

| Nr | Namn                | Land      | Tid     |
| -- | ------------------- | --------- | ------- |
| 1  | Aino-Kaisa Saarinen | Finland   | 59:30,4 |
| 2  | Virpi Kuitunen      | Finland   | +13,8   |
| 3  | Marit Bjørgen       | Norge     | +37,0   |
| 4  | Petra Majdič        | Slovenien | +44,1   |
| 5  | Arianna Follis      | Italien   | +52,8   |

| Nr | Namn                | Land      | Poäng |
| -- | ------------------- | --------- | ----- |
| 1  | Arianna Follis      | Italien   | 130   |
| 2  | Petra Majdič        | Slovenien | 113   |
| 3  | Aino-Kaisa Saarinen | Finland   | 108   |

### Etapp 6 -3 januari;10 km klassisk stil, masstart;Val di Fiemme,Italien
| Nr | Namn                   | Land      | Tid     | VC-poäng |
| -- | ---------------------- | --------- | ------- | -------- |
| 1  | Virpi Kuitunen         | Finland   | 30:10,3 | 50 p     |
| 2  | Petra Majdič           | Slovenien | +13,8   | 46 p     |
| 3  | Aino-Kaisa Saarinen    | Finland   | +20,5   | 43 p     |
| 4  | Marianna Longa         | Italien   | +24,6   | 40 p     |
| 5  | Marit Bjørgen          | Norge     | +33,0   | 37 p     |
| 6  | Pirjo Muranen          | Finland   | +34,7   | 34 p     |
| 7  | Stefanie Böhler        | Tyskland  | +35,6   | 32 p     |
| 8  | Anna Haag              | Sverige   | +36,5   | 30 p     |
| 9  | Therese Johaug         | Norge     | +37,1   | 28 p     |
| 10 | Kristin Størmer Steira | Norge     | +39,0   | 26 p     |

| Nr | Namn                | Land      | Tid       |
| -- | ------------------- | --------- | --------- |
| 1  | Virpi Kuitunen      | Finland   | 1:29:14,5 |
| 2  | Aino-Kaisa Saarinen | Finland   | +31,7     |
| 3  | Petra Majdič        | Slovenien | +49,1     |
| 4  | Marit Bjørgen       | Norge     | +1:36,2   |
| 5  | Marianna Longa      | Italien   | +2:42,0   |

| Nr | Namn                | Land      | Poäng |
| -- | ------------------- | --------- | ----- |
| 1  | Petra Majdič        | Slovenien | 148   |
| 2  | Arianna Follis      | Italien   | 130   |
| 3  | Aino-Kaisa Saarinen | Finland   | 123   |

### Etapp 7 -4 januari;9 km fristil, jaktstart;Val di Fiemme,Italien
| Nr | Namn                   | Land     | Tid     | VC-poäng |
| -- | ---------------------- | -------- | ------- | -------- |
| 1  | Therese Johaug         | Norge    | 35:07,7 | 50 p     |
| 2  | Kristin Störmer Steira | Norge    | +8,7    | 46 p     |
| 3  | Valentyna Sjevtjenko   | Ukraina  | +44,3   | 43 p     |
| 4  | Justyna Kowalczyk      | Polen    | +47,1   | 40 p     |
| 5  | Jevgenija Medvedeva    | Ryssland | +54,6   | 37 p     |
| 6  | Anna Haag              | Sverige  | +58,4   | 34 p     |
| 7  | Riitta-Liisa Roponen   | Finland  | +1:07,9 | 32 p     |
| 8  | Stefanie Böhler        | Tyskland | +1:10,8 | 30 p     |
| 9  | Marianna Longa         | Italien  | +1:13,7 | 28 p     |
| 10 | Julia Tjepalova        | Ryssland | +1:28,9 | 26 p     |

| Nr | Namn                | Land      | Tid       |
| -- | ------------------- | --------- | --------- |
| 1  | Virpi Kuitunen      | Finland   | 2:06:41,4 |
| 2  | Aino-Kaisa Saarinen | Finland   | +7,2      |
| 3  | Petra Majdič        | Slovenien | +34,5     |
| 4  | Justyna Kowalczyk   | Polen     | +1:21,1   |
| 5  | Marianna Longa      | Italien   | +1:36,5   |

| Nr | Namn                | Land      | Poäng |
| -- | ------------------- | --------- | ----- |
| 1  | Petra Majdič        | Slovenien | 148   |
| 2  | Arianna Follis      | Italien   | 130   |
| 3  | Aino-Kaisa Saarinen | Finland   | 123   |

## Herrar

### Prolog -27 december;3,75 km fristil, individuell start;Oberhof,Tyskland
| Nr | Namn           | Land      | Tid    | VC-poäng |
| -- | -------------- | --------- | ------ | -------- |
| 1  | Axel Teichmann | Tyskland  | 7:11,8 | 50 p     |
| 2  | Dario Cologna  | Schweiz   | +8,2   | 46 p     |
| 3  | Petter Northug | Norge     | +13,0  | 43 p     |
| 4  | Aivar Rehemaa  | Estland   | +13,3  | 40 p     |
| 5  | Devon Kershaw  | Kanada    | +13,8  | 37 p     |
| 6  | Tom Reichelt   | Tyskland  | +14,9  | 34 p     |
| 7  | Marcus Hellner | Sverige   | +15,0  | *        |
| 8  | Vasilij Rotjev | Ryssland  | +15,1  | 30 p     |
| 9  | George Grey    | Kanada    | +15,3  | *        |
| 10 | Vincent Vittoz | Frankrike | +16,5  | 26 p     |

| Nr | Namn           | Land     | Tid    |
| -- | -------------- | -------- | ------ |
| 1  | Axel Teichmann | Tyskland | 6:56,8 |
| 2  | Dario Cologna  | Schweiz  | +13,2  |
| 3  | Petter Northug | Norge    | +18,0  |
| 4  | Aivar Rehemaa  | Estland  | +23,3  |
| 5  | Devon Kershaw  | Kanada   | +23,8  |

| Nr | Namn           | Land     | Poäng |
| -- | -------------- | -------- | ----- |
| 1  | Axel Teichmann | Tyskland | 15    |
| 2  | Dario Cologna  | Schweiz  | 10    |
| 3  | Petter Northug | Norge    | 5     |

### Etapp 2 -28 december;15 km klassisk, jaktstart;Oberhof,Tyskland
| Nr | Namn               | Land      | Tid     | VC-poäng |
| -- | ------------------ | --------- | ------- | -------- |
| 1  | Dario Cologna      | Schweiz   | 36:09,1 | 50 p     |
| 2  | Axel Teichmann     | Tyskland  | +4,8    | 46 p     |
| 3  | Devon Kershaw      | Kanada    | +26,4   | 40 p     |
| 4  | Sami Jauhojärvi    | Finland   | +26,4   | 43 p     |
| 5  | Tobias Angerer     | Tyskland  | +28,3   | *        |
| 6  | Jaak Mae           | Estland   | +28,4   | 34 p     |
| 6  | Jean-Marc Gaillard | Frankrike | +28,4   | 32 p     |
| 8  | Giorgio Di Centa   | Italien   | 28,6    | 30 p     |
| 9  | Petter Northug     | Norge     | +28,9   | 28 p     |
| 10 | Daniel Rickardsson | Sverige   | +29,2   | 26 p     |

| Nr | Namn            | Land     | Tid     |
| -- | --------------- | -------- | ------- |
| 1  | Dario Cologna   | Schweiz  | 43:05,1 |
| 2  | Axel Teichmann  | Tyskland | +4,8    |
| 3  | Sami Jauhojärvi | Finland  | +26,4   |
| 3  | Devon Kershaw   | Kanada   | +26,4   |
| 5  | Tobias Angerer  | Tyskland | +28,3   |

| Nr | Namn           | Land     | Poäng |
| -- | -------------- | -------- | ----- |
| 1  | Axel Teichmann | Tyskland | 15    |
| 2  | Dario Cologna  | Schweiz  | 10    |
| 3  | Petter Northug | Norge    | 5     |

### Etapp 3 -29 december;1 km fristil, sprint;Prag,Tjeckien
| Nr | Namn               | Land      | Bonustid | VC-poäng |
| -- | ------------------ | --------- | -------- | -------- |
| 1  | Tor Arne Hetland   | Norge     | 60       | 50 p     |
| 2  | Vasilij Rotjev     | Ryssland  | 56       | 46 p     |
| 3  | Jean-Marc Gaillard | Frankrike | 52       | 43 p     |
| 4  | Sami Jauhojärvi    | Finland   | 49       | 40 p     |
| 5  | John Kristian Dahl | Norge     | 44       | 37 p     |
| 6  | Eldar Rønning      | Norge     | 42       | 34 p     |
| 7  | Petter Northug     | Norge     | 40       | 32 p     |
| 8  | Dario Cologna      | Schweiz   | 38       | 30 p     |
| 9  | Roddy Darragon     | Frankrike | 36       | 28 p     |
| 10 | Christian Zorzi    | Italien   | 34       | 26 p     |

| Nr | Namn               | Land      | Tid     |
| -- | ------------------ | --------- | ------- |
| 1  | Dario Cologna      | Schweiz   | 45:01,4 |
| 2  | Vasilij Rotjev     | Ryssland  | +15,4   |
| 3  | Jean-Marc Gaillard | Frankrike | +18,1   |
| 4  | Sami Jauhojärvi    | Finland   | +20,1   |
| 5  | Petter Northug     | Norge     | +28,1   |

| Nr | Namn               | Land      | Poäng |
| -- | ------------------ | --------- | ----- |
| 1  | Tor Arne Hetland   | Norge     | 60    |
| 2  | Vasilij Rotjev     | Ryssland  | 56    |
| 3  | Jean-Marc Gaillard | Frankrike | 52    |

### Etapp 4 -31 december;15 km klassisk, individuell start;Nové Město,Tjeckien
| Nr | Namn                   | Land      | Tid     | VC-poäng |
| -- | ---------------------- | --------- | ------- | -------- |
| 1  | Axel Teichmann         | Tyskland  | 39:03,7 | 50 p     |
| 2  | Martin Johnsrud Sundby | Norge     | +5,0    | 46 p     |
| 3  | Nikolaj Tjebotko       | Kazakstan | +10,5   | 43 p     |
| 4  | Jaak Mae               | Estland   | +11,3   | 40 p     |
| 5  | Lukáš Bauer            | Tjeckien  | +13,4   | 37 p     |
| 6  | Eldar Rønning          | Norge     | +14,7   | 34 p     |
| 7  | Aleksandr Legkov       | Ryssland  | +15,0   | 32 p     |
| 8  | Nikolaj Pankratov      | Ryssland  | +18,8   | 30 p     |
| 9  | Andrus Veerpalu        | Estland   | +23,1   | 28 p     |
| 10 | Pietro Piller Cottrer  | Italien   | +24,1   | 26 p     |

| Nr | Namn                   | Land     | Tid       |
| -- | ---------------------- | -------- | --------- |
| 1  | Dario Cologna          | Schweiz  | 1:24:36,9 |
| 2  | Vasilij Rotjev         | Ryssland | +16,3     |
| 3  | Axel Teichmann         | Tyskland | +16,5     |
| 4  | Eldar Rønning          | Norge    | +20,9     |
| 5  | Martin Johnsrud Sundby | Norge    | +47,9     |

| Nr | Namn               | Land      | Poäng |
| -- | ------------------ | --------- | ----- |
| 1  | Tor Arne Hetland   | Norge     | 60    |
| 2  | Vasilij Rotjev     | Ryssland  | 56    |
| 3  | Jean-Marc Gaillard | Frankrike | 52    |

### Etapp 5 -1 januari;1 km fristil, sprint;Nové Město,Tjeckien
| Nr | Namn               | Land      | Tid  | VC-poäng |
| -- | ------------------ | --------- | ---- | -------- |
| 1  | Petter Northug     | Norge     | 60 s | 50 p     |
| 2  | Tor Arne Hetland   | Norge     | 56 s | 46 p     |
| 3  | Cristian Zorzi     | Italien   | 52 s | 43 p     |
| 4  | John Kristian Dahl | Norge     | 48 s | 40 p     |
| 5  | Dario Cologna      | Schweiz   | 44 s | 37 p     |
| 6  | Nikolaj Tjebotko   | Kazakstan | 42 s | 34 p     |
| 7  | Vasilij Rotjev     | Ryssland  | 40 s | 32 p     |
| 8  | Alexander Legkov   | Ryssland  | 38 s | 30 p     |
| 9  | Eldar Rønning      | Norge     | 36 s | 28 p     |
| 10 | Roddy Darragon     | Frankrike | 34 s | 26 p     |

| Nr | Namn           | Land     | Tid       |
| -- | -------------- | -------- | --------- |
| 1  | Dario Cologna  | Schweiz  | 1:26:02,4 |
| 2  | Vasilij Rotjev | Ryssland | +23,5     |
| 3  | Eldar Rønning  | Norge    | +32,5     |
| 4  | Petter Northug | Norge    | +48,5     |
| 5  | Axel Teichmann | Tyskland | +55,9     |

| Nr | Namn             | Land     | Poäng |
| -- | ---------------- | -------- | ----- |
| 1  | Tor Arne Hetland | Norge    | 116p  |
| 2  | Petter Northug   | Norge    | 105p  |
| 3  | Vasilij Rotjev   | Ryssland | 90p   |

### Etapp 6 -3 januari;20 km klassisk, masstart;Val di Fiemme,Italien
| Nr | Namn                   | Land      | Tid     | VC-poäng |
| -- | ---------------------- | --------- | ------- | -------- |
| 1  | Axel Teichmann         | Tyskland  | 55:19,2 | 50 p     |
| 2  | Sami Jauhojärvi        | Finland   | +0,3    | 46 p     |
| 3  | Nikolaj Tjebotko       | Kazakstan | +1,3    | 43 p     |
| 4  | Dario Cologna          | Schweiz   | +1,8    | 40 p     |
| 5  | Martin Johnsrud Sundby | Norge     | +2,5    | 37 p     |
| 6  | Maksim Vylegzjanin     | Ryssland  | +3,9    | 34 p     |
| 7  | Jens Filbrich          | Tyskland  | +4,0    | 32 p     |
| 8  | Petter Northug         | Norge     | +6,7    | 30 p     |
| 9  | Jaak Mae               | Estland   | +8,2    | 28 p     |
| 10 | Aivar Rehemaa          | Estland   | +13,8   | 26 p     |

| Nr | Namn           | Land     | Tid       |
| -- | -------------- | -------- | --------- |
| 1  | Dario Cologna  | Schweiz  | 2:20:53,4 |
| 2  | Axel Teichmann | Tyskland | +34,1     |
| 3  | Eldar Rønning  | Norge    | +1:05,2   |
| 4  | Vasilij Rotjev | Ryssland | +1:19,1   |
| 5  | Petter Northug | Norge    | +1:23,4   |

| Nr | Namn             | Land    | Poäng |
| -- | ---------------- | ------- | ----- |
| 1  | Tor Arne Hetland | Norge   | 131p  |
| 2  | Dario Cologna    | Schweiz | 122p  |
| 3  | Petter Northug   | Norge   | 105p  |

### Etapp 7 -4 januari;11 km fristil, jaktstart;Val di Fiemme,Italien
| Nr | Namn               | Land      | Tid     | VC-poäng |
| -- | ------------------ | --------- | ------- | -------- |
| 1  | Ivan Babikov       | Kanada    | 33:51,2 | 50 p     |
| 2  | Tom Reichelt       | Tyskland  | +1,5    | 46 p     |
| 3  | Giorgio di Centa   | Italien   | +3,2    | 43 p     |
| 4  | Matti Heikkinen    | Finland   | +12,0   | 40 p     |
| 5  | Lukáš Bauer        | Tjeckien  | +15,2   | 37 p     |
| 6  | Jean Marc Gaillard | Frankrike | +21,7   | 34 p     |
| 7  | Vincent Vittoz     | Frankrike | +29,1   | 32 p     |
| 8  | Roland Clara       | Italien   | +31,4   | 30 p     |
| 9  | Maksim Vylegzjanin | Ryssland  | +32,6   | 28 p     |
| 10 | Toni Livers        | Schweiz   | +32,9   | 26 p     |

| Nr | Namn             | Land     | Tid       |
| -- | ---------------- | -------- | --------- |
| 1  | Dario Cologna    | Schweiz  | 2:56:05,4 |
| 2  | Petter Northug   | Norge    | +59,0     |
| 3  | Axel Teichmann   | Tyskland | +1:02,8   |
| 4  | Giorgio di Centa | Italien  | +1:22,2   |
| 5  | Vasilij Rotjev   | Ryssland | +1:31,0   |

| Nr | Namn             | Land    | Poäng |
| -- | ---------------- | ------- | ----- |
| 1  | Tor Arne Hetland | Norge   | 131p  |
| 2  | Dario Cologna    | Schweiz | 122p  |
| 3  | Petter Northug   | Norge   | 105p  |